# Giannis Iatroudis
Giannis Iatroudis (Grieks: Γιάννης Ιατρούδης) (Heraklion, 2 februari 1999) is een Grieks voetballer die als centrumspits speelt. In het seizoen 2020/21 kwam hij op huurbasis uit voor het Nederlandse FC Volendam. 

## Carrière

### Ergotelis
Iatroudis speelde in de jeugd in de opleiding van Ergotelis en maakte zijn profdebuut tegen Panserraikos op de eerste speeldag van de Griekse bekercompetitie "Kypello Elladas" in het seizoen 2017-2018.
Hij wist indruk te maken tijdens zijn eerste seizoen bij de club, met 3 doelpunten in 22 optredens in de Griekse Superleague 2, voornamelijk als invaller.
Iatroudis behield zijn goede vorm en scoorde tweemaal tijdens de openingswedstrijd van het nieuwe seizoen tegen Ermis Amynteou in de Griekse bekercompetitie.
Hij maakte de gelijkmaker voor zijn ploeg tijdens het met 1-2 verloren duel tegen titelhouder PAOK en voegde een vierde doelpunt toe aan zijn totaal op de vierde speeldag van de groepsfase van de bekercompetitie.  
Iatroudis speelde een belangrijke rol in Ergotelis' indrukwekkende campagne naar de kwartfinales van de beker (hun eerste sinds 1986), hij scoorde tegen alle Griekse Superleague 1 tegenstanders waarmee de club werd geconfronteerd voordat Ergotelis door Asteras Tripoli uit het toernooi werd geknikkerd door thuis met 0-1 en uit met 4-1 te verliezen (Iatroudis scoorde uit het enige Ergotelis-doelpunt).
Uiteindelijk eindigde Iatroudis met 6 doelpunten als topscorer van de bekercompetitie. 
Zijn prestaties werden beloond met zijn eerste oproep voor het Griekse nationale team onder de 21.

### AEK Athene
Op 7 augustus 2020, maakte Iatroudis na 15 jaar bij Ergotelis F.C. gespeeld te hebben de overstap naar de Griekse topclub AEK Athene.
Iatroudis tekende een 4-jarig contract.

### Verhuur aan FC Volendam
Iatroudis werd gedurende het seizoen 2020/21 verhuurd aan FC Volendam. Hij fungeerde dat seizoen bijna altijd als invaller, doordat de andere gehuurde spits, Samuele Mulattieri, de voorkeur kreeg van trainer Wim Jonk. Iatroudis was eenmaal trefzeker voor de Volendammers, in zijn debuutwedstrijd tegen Jong PSV (5-1 winst). In totaal kwam hij twintig wedstrijden in actie voor FC Volendam.

### AEK Athene B
Iatroudis werd in eerste instantie voor het seizoen 2021/22 verhuurde aan Ionikos, dat het voorgaande seizoen was gepromoveerd naar het hoogste niveau. Niet veel later werd echter bekend dat niet Iatroudis, maar teamgenoot Theodosis Macheras op huurbasis de overstap zou maken naar Ionikos. Iatroudis werd teruggehaald en toegevoegd aan het B-elftal van AEK. Iatroudis was een vaste waarde in het tweede elftal en eindigde dat seizoen op een vijfde plaats in de Super League 2. 

### Verdere loopbaan
Medio 2022 werd het aflopende contract van Iatroudis bij AEK Athene niet verlengt. Op 2 augustus 2022 werd hij gepresenteerd door tweedeklasser AE Kifisia. Hij overtuigde echter niet met zijn prestaties en na acht optredens werd zijn contract op 25 januari 2023 in onderling overleg ontbonden. Diezelfde dag tekende hij een contract tot het einde van het seizoen bij competitiegenoot Chania. In september 2023 sloot Iatroudis aan bij Panachaiki GE.
In september 2024 zakte Iatroudus van de Super League 2 (niveau 2) af naar de Gamma Ethniki (niveau 3). Hij ging voetballen op het eiland Kreta, eerst bij Agios Nikolaos en later bij AO Giouchtas.

### Clubstatistieken
| Seizoen         | Club            | Competitie              | Competitie | Competitie | Griekse beker | Griekse beker | KNVB Beker | KNVB Beker | Play-offs | Play-offs | Totaal | Totaal |
| Seizoen         | Club            | Competitie              | Wed.       | Dlp.       | Wed.          | Dlp.          | Wed.       | Dlp.       | Wed.      | Dlp.      | Wed.   | Dlp.   |
| --------------- | --------------- | ----------------------- | ---------- | ---------- | ------------- | ------------- | ---------- | ---------- | --------- | --------- | ------ | ------ |
| 2017/18         | Ergotelis       | Griekse Superleague 2   | 22         | 3          | 3             | 0             | 0          | 0          | 0         | 0         | 25     | 3      |
| 2018/19         | Ergotelis       | Griekse Superleague 2   | 26         | 2          | 8             | 6             | 0          | 0          | 0         | 0         | 34     | 8      |
| 2019/20         | Ergotelis       | Griekse Superleague 2   | 3          | 0          | 2             | 1             | 0          | 0          | 0         | 0         | 5      | 1      |
| Club totaal     | Club totaal     | Club totaal             | 51         | 5          | 13            | 7             | 0          | 0          | 0         | 0         | 64     | 12     |
| 2020/21         | AEK Athene      | Griekse Superleague 1   | 0          | 0          | 0             | 0             | 0          | 0          | 0         | 0         | 0      | 0      |
| Club totaal     | Club totaal     | Club totaal             | 0          | 0          | 0             | 0             | 0          | 0          | 0         | 0         | 0      | 0      |
| 2020/21         | → FC Volendam   | Keuken Kampioen Divisie | 18         | 1          | 0             | 0             | 1          | 0          | 1         | 0         | 20     | 1      |
| Club totaal     | Club totaal     | Club totaal             | 18         | 1          | 0             | 0             | 1          | 0          | 1         | 0         | 20     | 1      |
| 2021/22         | AEK Athene B    | Griekse Superleague 2   | 23         | 1          | 0             | 0             | 0          | 0          | 0         | 0         | 23     | 1      |
| Club totaal     | Club totaal     | Club totaal             | 23         | 1          | 0             | 0             | 0          | 0          | 0         | 0         | 23     | 1      |
| 2022/23         | AE Kifisia      | Griekse Superleague 2   | 6          | 0          | 2             | 0             | 0          | 0          | 0         | 0         | 8      | 0      |
| Club totaal     | Club totaal     | Club totaal             | 6          | 0          | 2             | 0             | 0          | 0          | 0         | 0         | 8      | 0      |
| 2022/23         | Chania FC       | Griekse Superleague 2   | 11         | 1          | 0             | 0             | 0          | 0          | 0         | 0         | 11     | 1      |
| Club totaal     | Club totaal     | Club totaal             | 11         | 1          | 0             | 0             | 0          | 0          | 0         | 0         | 11     | 1      |
| 2023/24         | Panachaiki GE   | Griekse Superleague 2   | 8          | 0          | 0             | 0             | 0          | 0          | 0         | 0         | 8      | 0      |
| Club totaal     | Club totaal     | Club totaal             | 8          | 0          | 0             | 0             | 0          | 0          | 0         | 0         | 8      | 0      |
| Carrière totaal | Carrière totaal | Carrière totaal         | 117        | 8          | 15            | 7             | 1          | 0          | 1         | 0         | 134    | 15     |

Bijgewerkt t/m 1 juli 2025